# Международный аэрокосмический салон

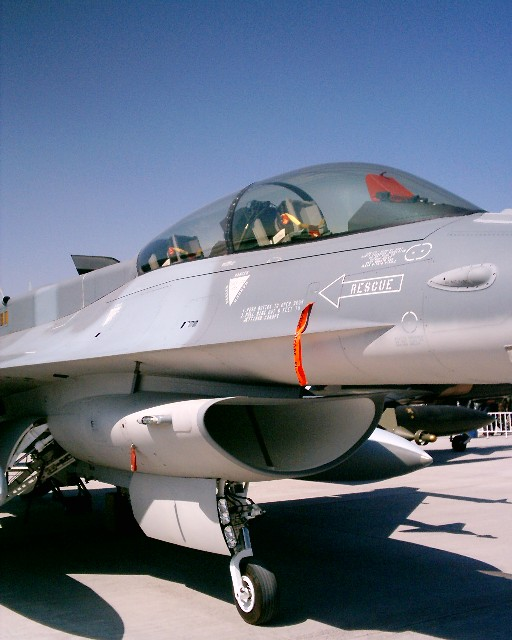
Чилийский F-16 на FIDAE 2006.

Международный аэрокосмический салон (исп. La Feria Internacional del Aire y del Espacio (FIDAE)) — выставка аэрокосмической и оборонной техники, которая проводится каждые два года в Чили.
Международный салон служит коммерческой площадкой, являясь лидером в Латинской Америке, учитывая многолетний опыт и значительное количество экспонентов, представляющих компании и страны. В настоящее время она проходит в штаб-квартире II авиационной бригады — подразделения ВВС Чили (FACh), базирующееся в международном аэропорту имени коммодора Артуро Мерино Бенитес, в городе Сантьяго .
Это самая важная авиационная ярмарка в Латинской Америке и южном полушарии, а также третья по значимости в мире.

## История

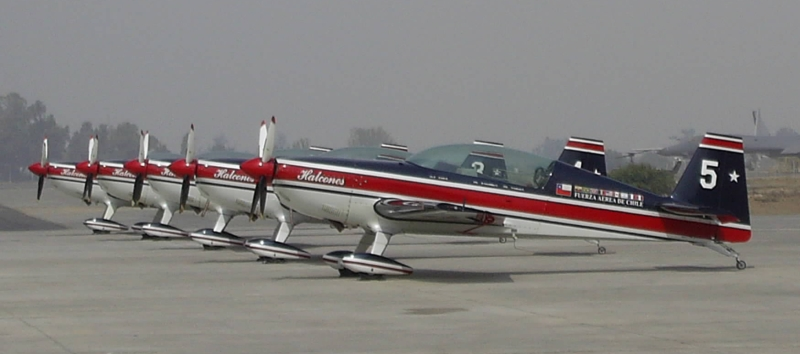
»Соколы" на FIDAE 2006.

В 1980 году ВВС Чили решили отпраздновать своё 50-летие выставкой самолётов. В то время выставка называлась FIDA (International Air Fair). Участвовали 13 стран и около 115 000 посетителей.
В 1990 году название FIDA было изменено на FIDAE, аббревиатуру от International Air and Space Fair; в этой шестой версии выборка увеличилась и добавилась 21 страна-участница, заинтересованная в предложении своих боевых самолётов в регионе, в связи с наличием устаревшего инвентаря в ВВС нескольких южноамериканских стран, которые были заинтересованы в модернизации своей боевой техники.

## Актуальность
FIDAE, пользующаяся поддержкой правительства Чили и чилийских ВВС, входит в пятерку самых важных в мире, представляя новейшие аэрокосмические и оборонные технологии, лидируя в Латинской Америке. Выставочные кластеры включают в себя: гражданскую и коммерческую авиацию, оборону, космическую технику, техническое обслуживание самолётов и оборудование для аэропортов. В дополнение к статической экспозиции на взлетно-посадочной полосе в качестве музея проводятся авиашоу различных пилотажных групп из соседних стран, боевых самолётов и коммерческих самолётов.

## Выпуск

### Выпуск 2006 года

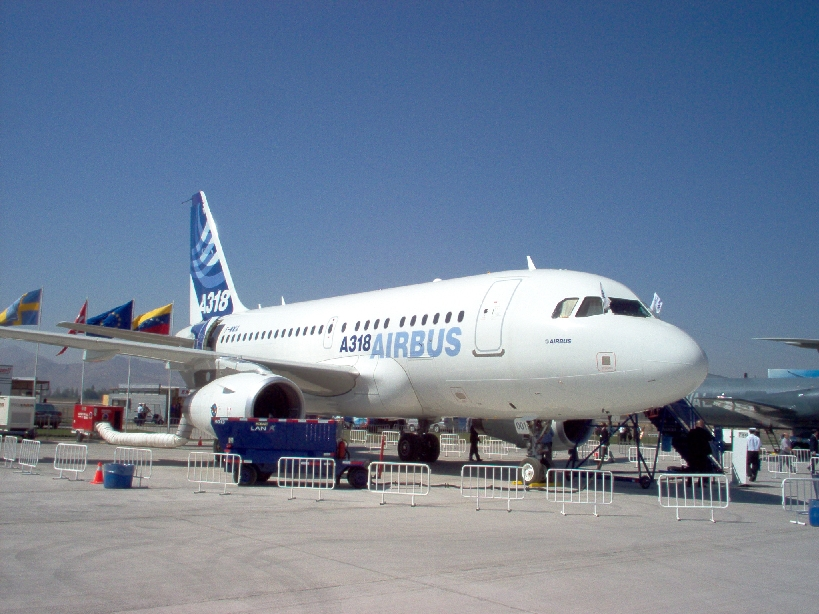
Airbus A318 на выставке FIDAE 2006.

В выпуске 2006 года было установлено несколько рекордов посещаемости, как с точки зрения посещаемости публики, бизнесменов, так и количества стран-участниц: 134 000 человек могли познакомиться с новейшими технологиями для продажи в страны региона, 45 стран-участников и 379 компаний (20 % национальных и 80 % международных) приняли участие в выставке, которая включала истребители, спасательные, транспортные и полицейские вертолёты, транспортные самолёты, коммерческие пассажирские самолёты, спортивные самолёты, VIP-самолёты и другие, такие как, бомбардировщик RAF Tornado или истребители Dassault Delta Wing, Mirage 2000 из Франции.

### Выпуск 2008 года

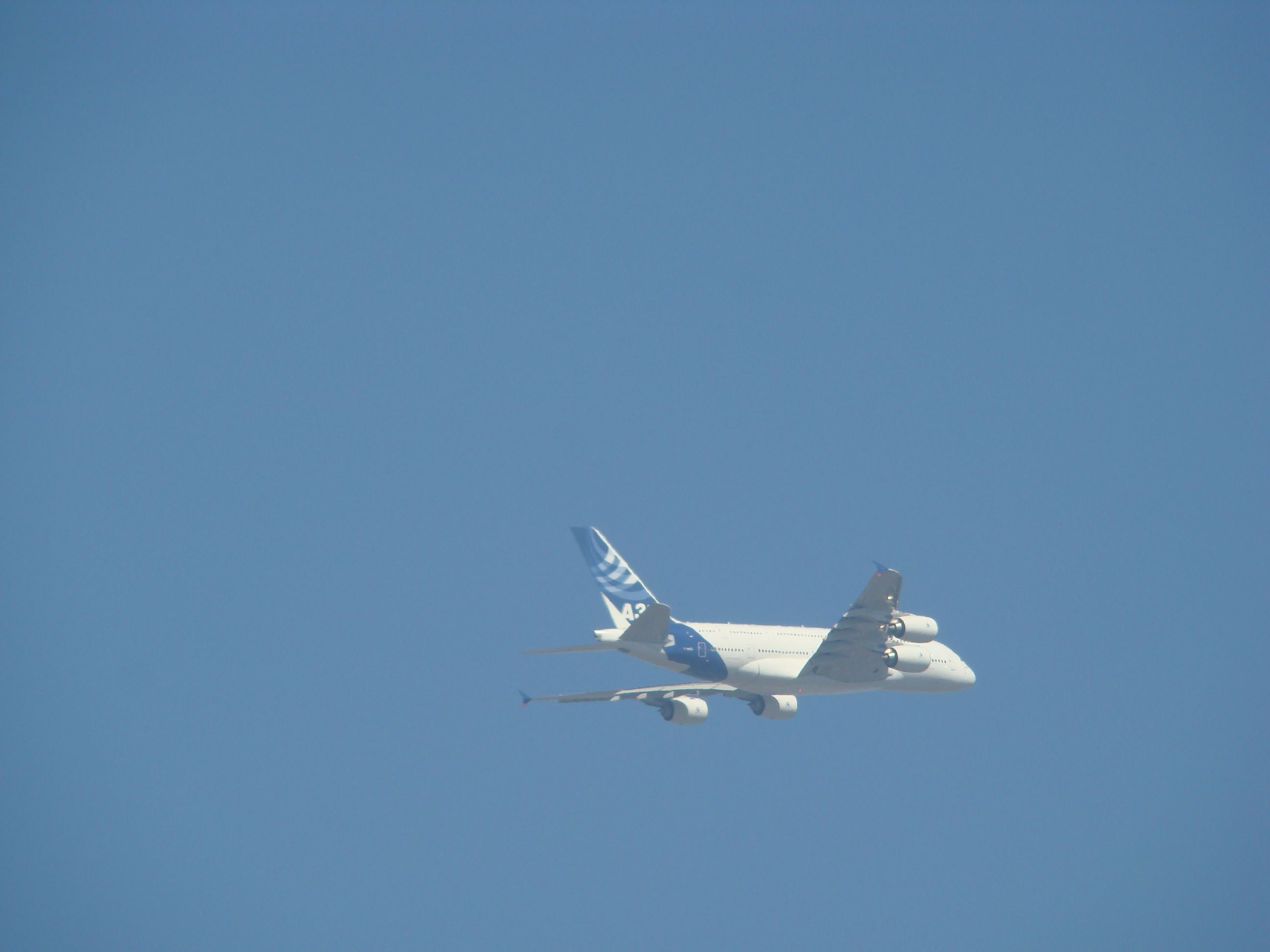
Аэробус А380

FIDAE 2008 проходила с 31 марта по 6 апреля на объектах штаб-квартиры FACh.
ВВС США представили, среди прочего, истребители-бомбардировщики F-15E Strike Eagle, бомбардировщики B-1B Lancer; Королевские ВВС представили с E-3 Sentry (AWACS).
Швеция представила — также в качестве модели — истребитель Gripen Hang Glider в качестве альтернативы истребителю F-16, чтобы предложить его в нескольких странах Южной Америки, на развивающемся рынке, которому необходимо модернизировать своё оборонное оборудование.

### Выпуск 2010 года
FIDAE 2010 проходил с 23 по 28 марта на объектах штаб-квартиры FACh. В этом году FIDAE создала лозунг FIDAE de la Solidaridad (Солидарность FIDAE), с помощью которого были собраны все возможные деньги, чтобы помочь жертвам чилийского землетрясения 2010 года.
Также были представлены самые разнообразные боевые самолёты из разных стран, такие как новый истребитель-невидимка F-22 Raptor, который должен был быть представлен только до пятницы, 26 марта, но самолёт также был представлен в субботу и воскресенье, так что все публика могла увидеть сверхзвуковые самолёты, оснащенные самыми передовыми технологиями в мире. Другой коммерческий самолёт, который был представлен, принадлежал компании Airbus A330-200F.

### Выпуск 2012 года

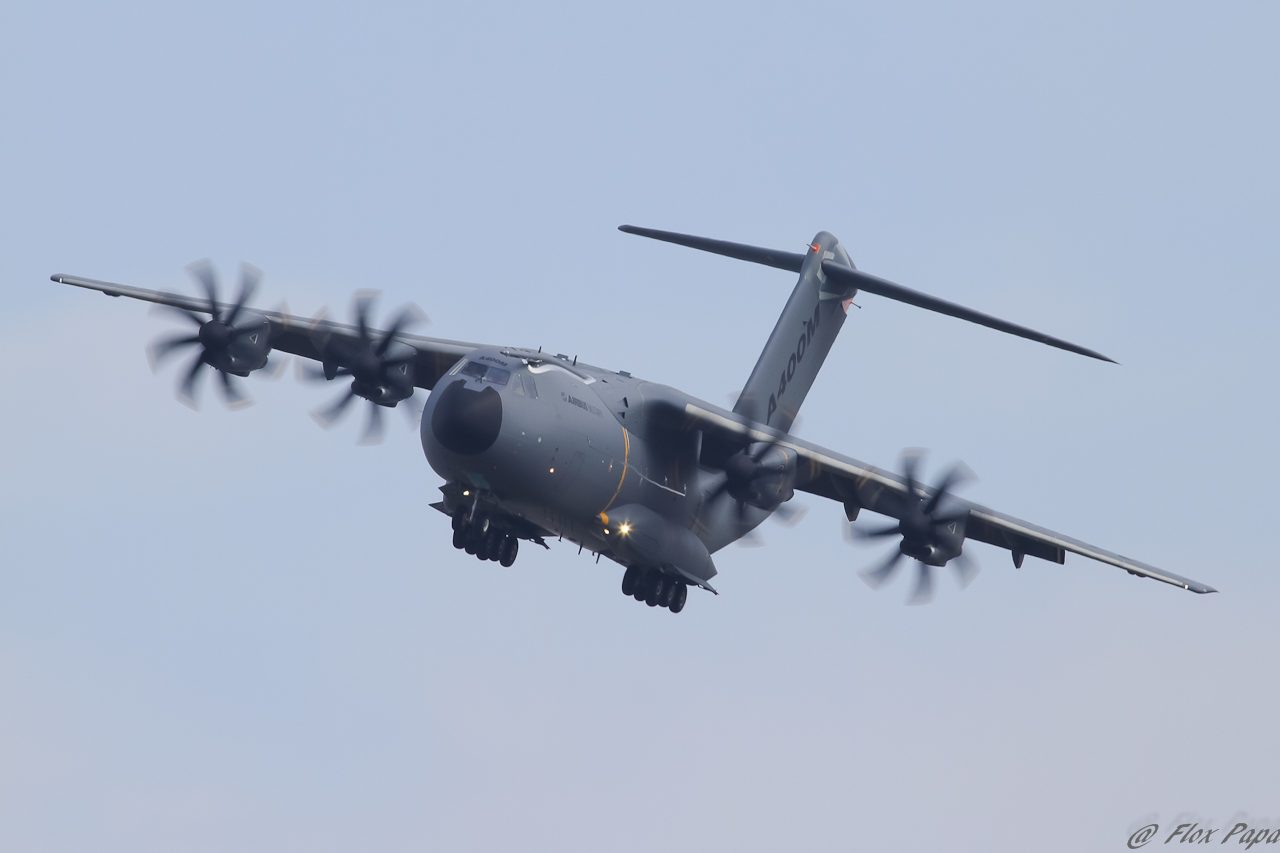
ТО-400М

Этот выпуск был представлен в период с 27 марта по 1 апреля.
В этом году представлено меньшее разнообразие боевых самолётов и больше коммерческих самолётов, где A380 и Boeing 787 заняли центральное место.
Другой достопримечательностью, привлекшей внимание публики, был грузовой самолёт А-400М.

### Выпуск 2014 года

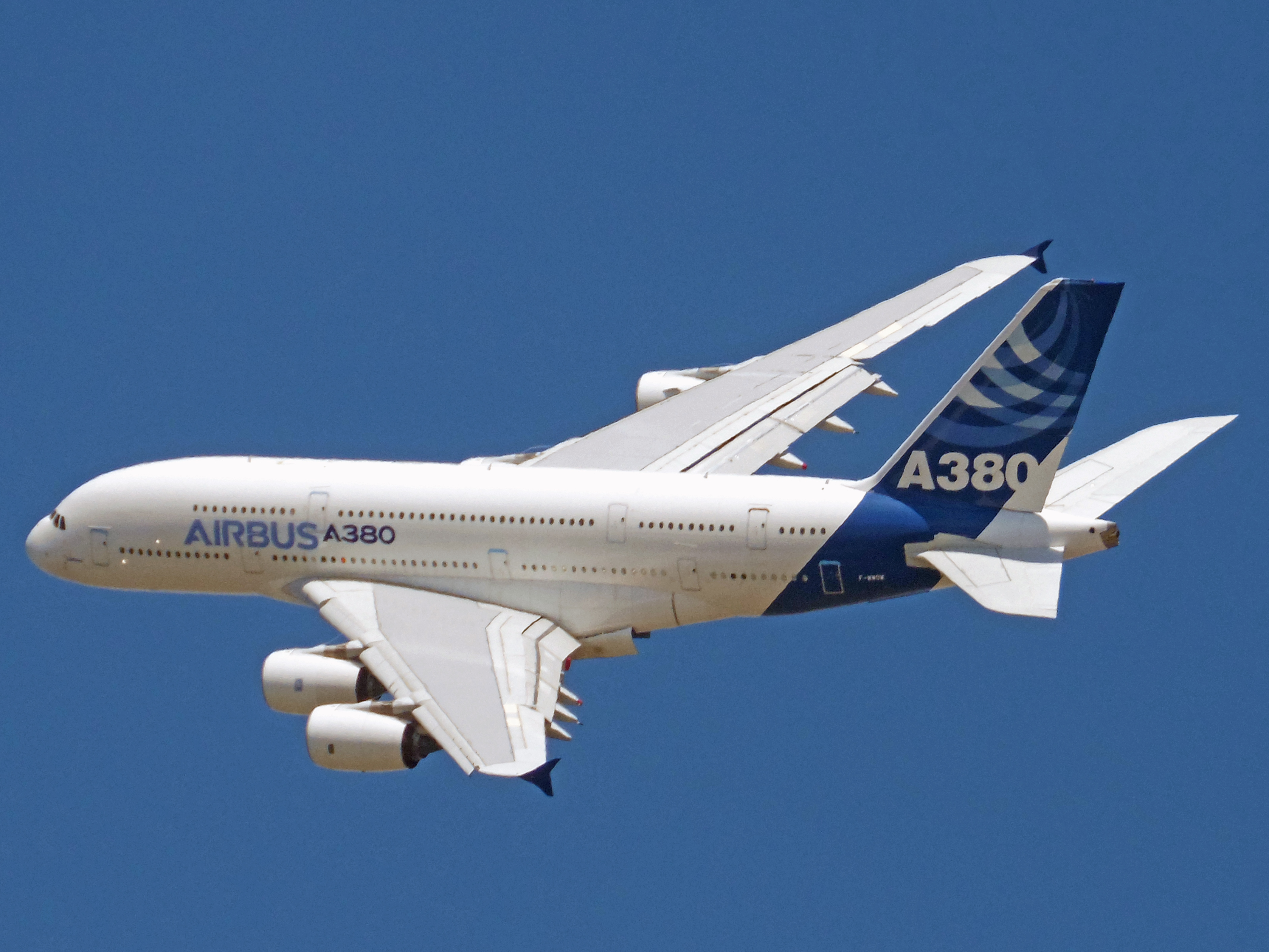
Демонстрационный полет Airbus A380 на FIDAE 2014.

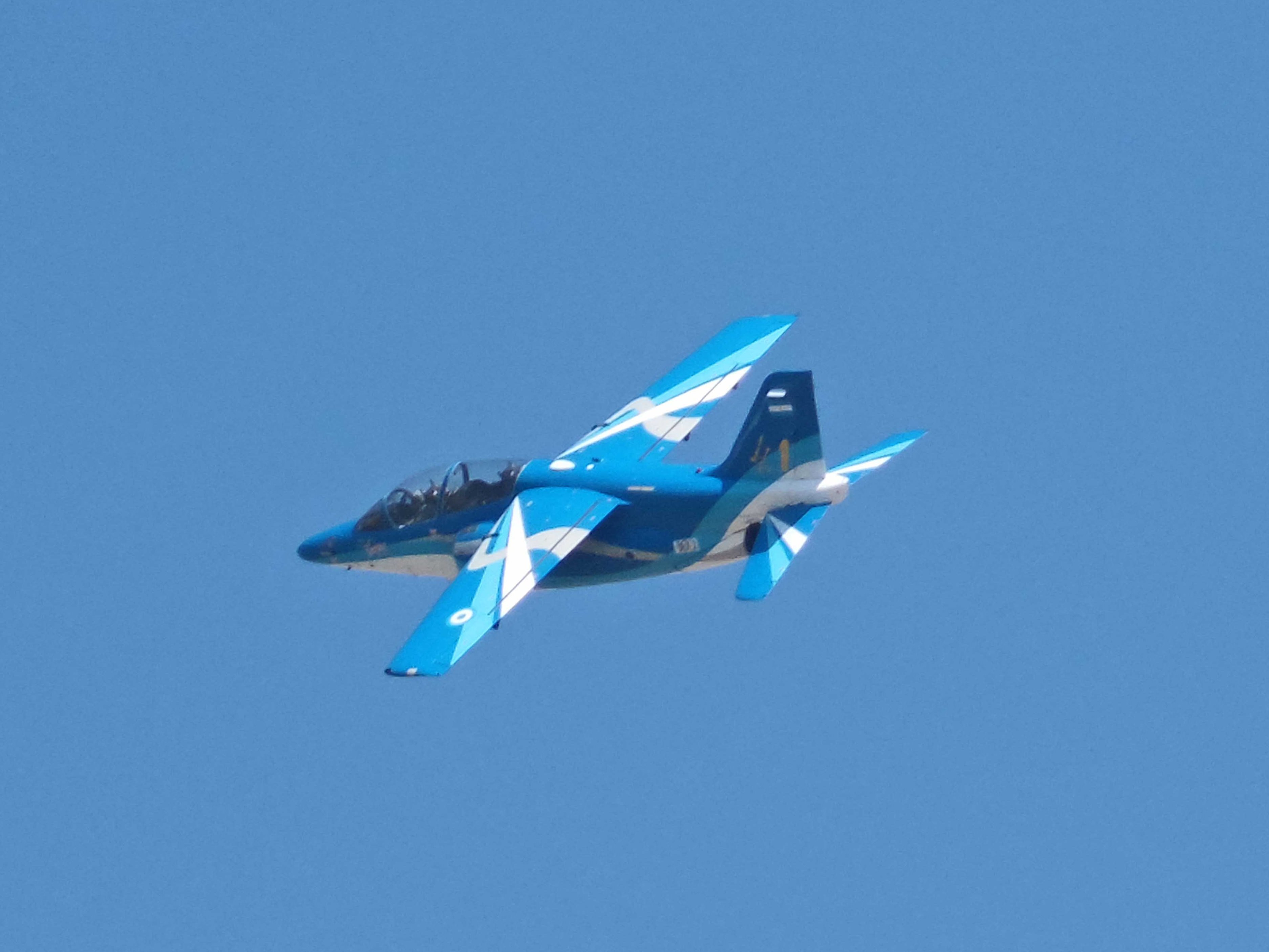
IA-63 Пампа на FIDAE 2014

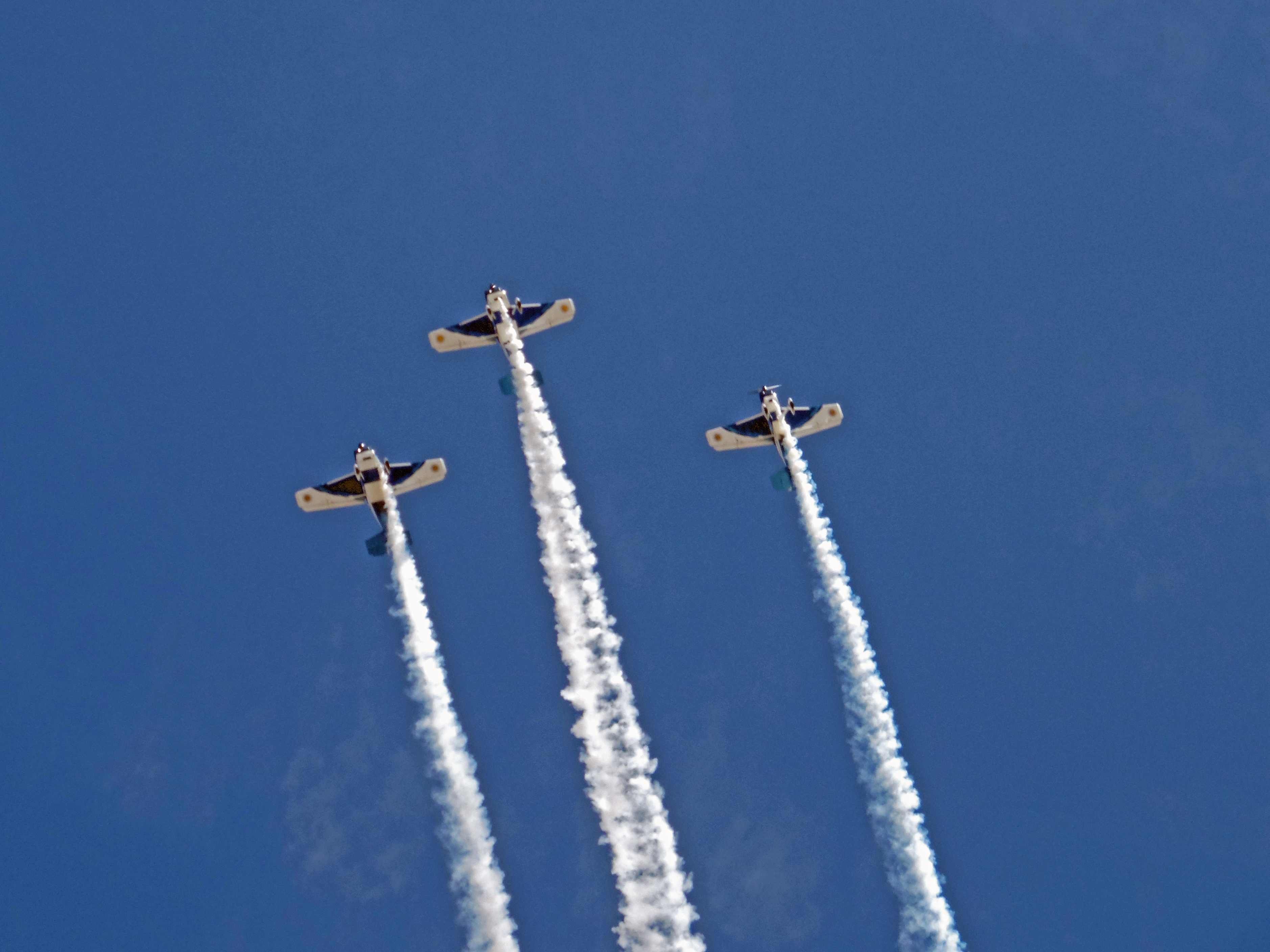
Аргентинская акробатическая группа «Hangar del Cielo» на FIDAE 2014

XVIII версия FIDAE проходила с 25 по 30 марта с участием многочисленных самолётов из таких стран, как Италия, США, Швейцария, Аргентина, Бразилия, Франция и Россия.

## Использованная литература
1. ↑  Inauguran la feria aeronáutica más importante de Latino América: FIDAE 2012 « Máquina de Combate